# Manuel Terán
Manuel Alejandro Terán Alza (* 10. Dezember 1989) ist ein bolivianischer Leichtathlet, der sich auf den Hammerwurf spezialisiert hat, aber auch im Diskuswurf an den Start geht.

## Sportliche Laufbahn
Erste internationale Erfahrungen sammelte Manuel Terán im Jahr 2018, als er bei den Südamerikaspielen im heimischen Cochabamba mit einer Weite von 52,42 m den sechsten Platz im Hammerwurf belegte. Im Jahr darauf gelangte er bei den Südamerikameisterschaften in Lima mit 48,29 m auf den achten Platz.
2019 wurde Terán bolivianischer Meister im Hammerwurf sowie auch im Diskuswurf.

## Persönliche Bestleistungen
- Diskuswurf: 44,60 m, 27. Mai 2012 in Cochabamba
- Hammerwurf: 53,32 m, 5. Mai 2019 in Tarija